# Storbacken
Storbacken este o arie protejată (arie specială de conservare — SAC, sit de importanță comunitară — SCI) din Suedia întinsă pe o suprafață de 17,3 ha, integral pe uscat.

## Localizare
Centrul sitului Storbacken este situat la coordonatele 64°31′00″N 18°40′58″E / 64.5168°N 18.6828°E.

## Înființare
Situl Storbacken a fost declarat sit de importanță comunitară în iunie 2001 pentru a proteja 2 specii de plante. Situl a fost protejat și ca arie specială de conservare în martie 2011.

## Biodiversitate
Situată în ecoregiunea boreală, aria protejată conține 3 habitate naturale: Taiga vestică, Cursuri de apă de la nivel de câmpie la nivel montan, cu vegetație Ranunculion fluitantis și Callitricho-Batrachion, Mlaștini alcaline.
La baza desemnării sitului se află mai multe specii protejate de  plante (2): Calypso bulbosa, papucul doamnei (Cypripedium calceolus).